# 卡利米乌斯营
卡利米乌斯旅（俄语：бригада «Кальмиус»），原名卡利米乌斯营，正式名称为特殊目的独立旅“卡利米乌斯”（Отдельная бригада особого назначения «Кальмиус»）成立于2014年6月21日，昵称“矿工营”（创立之初的500位核心成员主要为顿涅茨克矿区的矿工），隶属于顿涅茨克人民共和国武装力量，得名于顿巴斯地区最大的河流之一卡利米烏斯河。是一个编制上称为“旅”的炮兵部队，下属的炮兵团装备有D-30榴弹炮，2S-1自行火炮等大量大口径火器。2014年8月，该营俘虏了13名乌克兰军官，其中包括一名上校。2015年2月16日，该营被列入欧盟和加拿大的制裁名单。